# Да хун пао
Да хун пао (кит. трад. 大紅袍, упр. 大红袍, пиньинь Dà Hóng páo, хокло Tōa-âng-phàu, северномин. Duōi-hǒ̤ng-bǎu «Большой красный халат») — утёсный  китайский чай, который производят на северо-западе провинции Фуцзянь, в горах Уи. По классу его относят к улунам средней ферментации или полуферментированным улунам.

## Характеристики чая
По цвету высушенного листа чай бурый с бордовым и зелёным оттенками, имеет насыщенный, со сладким привкусом, вкус. При последующих заварках вкус, цвет и аромат чая изменяются: вначале насыщенный, с элементом терпкости, затем в нём проявляются более легкие, фруктовые оттенки. Цвет чайного настоя от тёмно-золотистого до насыщенно-янтарного.

## Происхождение
Согласно одной из легенд, прописанной в записях монастыря Тянь Синь Сы (天心寺), чай обрёл своё название и популярность после случая, произошедшего в 1385 году, когда студент Дин Сянь (丁显), направляясь на сдачу императорских экзаменов, получил тепловой удар, и один из монахов вышеназванного монастыря использовал чай, чтобы его вылечить. Успешно сдав экзамен и получив значительную должность (которой соответствовал красный халат), чиновник решил отблагодарить монаха и подарить ему красный халат с изображением дракона, однако тот, следуя традициям буддизма, от подношения отказался, тогда чиновник даровал свой красный халат кустам чая. Согласно другой легенде, однажды благодаря целебным качествам чая была излечена мать одного из императоров династии Мин. В знак признательности император прислал огромные красные мантии, чтобы одеть четыре чайных куста, давших целебный напиток. Следует отметить, что существует множество других легенд об истории и происхождении чая.

## Производство
Процесс производства да хун пао укладывается в несколько стадий:
1. Сбор. Сырье собирают один раз в год с 1 по 15 мая. Срывается веточка с первыми 4 листьями.
2. Подвяливание. Сырье раскладывают на открытом воздухе или в проветриваемом помещении тонкими слоями на несколько часов для того, чтобы они потеряли часть влаги и стали мягкими, пригодными для дальнейшей обработки.
3. Сминание и ферментация: лист осторожно мнут вручную (или в больших вращающихся барабанах) для того, чтобы из него выделился сок, а кислород попал внутрь листа (что ускоряет ферментацию). После этого листья оставляют на некоторое время непосредственно для ферментации.
4. Обжарка: мастер определяет, когда нужно остановить ферментацию, и затем лист отправляется на обжарку, которая разрушает ферменты, прекращает процесс ферментации. Обжарка происходит в горячем котле в течение нескольких минут.
5. Продольное скручивание.
6. Окончательная сушка. Делается для того, чтобы из листа ушла лишняя влага и зафиксировалась его форма. После этого получается полуфабрикат, который называют Мао Ча (毛茶).
7. Отрывание черенков. В течение всего лета крестьяне отрывают листочки от черенка, сортируют его и купажируют.
8. Медленное прогревание над углями (Хун Бэй 烘焙). Это финальная стадия производства утёсных чаёв. Примерно в течение суток чай прогревается в специальных плетёных корзинах над углями. Температура жара регулируется слоем пепла над углями. Угли в течение всего времени несколько раз меняются.
9. Фасовка.

## Польза чая
Чайные листья Да хун пао содержит в себе кофеин, теофиллин, полифенолы и флавоноиды. По этим и другим причинам чай считается полезным для здоровья. Употребление Да Хун Пао может уменьшить усталость и улучшить кровообращение в организме, а также помогает при отеках быстро выводя жидкость из организма. Элементы, содержащиеся в Да Хун Пао, снижают содержание алкоголя и никотина в крови.

## Цена
Лучшие чайные листья Да хун пао происходят от материнского чайного куста, которые имеют тысячелетнюю историю. На крутом утесе Цзюлунъю горы Уи, осталось всего 6 материнских кустов, которые считаются редким сокровищем. Из-за редкости и превосходного качества чая Да хун пао он считается «Королем чая». В 2006 году Правительство застраховало эти 6 материнских кустов на сумму один триллион юаней. В том же году правительство города Уи, решило запретить кому-либо собирать чай с материнских чайных кустов в частном порядке. Одна из последних партий Да Хун Пао, была собрана во Дворцовом музее в Пекине, 20 г чая были проданы в 2005 году за 208 000 юаней, что является самым высоким аукционным рекордом для чая.
Большинство чая Да Хун Пао, представленных на рынке в настоящее время, получены от искусственного разведения через бесполое производство, которое сохранило характеристики Да Хун Пао. Цена за такой чай намного ниже, чем Да Хун Пао из материнского куста.